# 상색역
상색역(上色驛)은 경기도 가평군 가평읍 상색리에 있던 경춘선의 폐역이다. 현재 이 역이 있던 자리는 공터로 남아 있다.

## 역명 유래
상색리(上色里)란 빛고개 위 부락이라는 뜻으로 지어진 이름이다.

## 연혁
- 1939년 7월 20일 : 경춘선 개통에 따라 개업[1]
- 일자 불명 : 폐지
- 1957년 3월 1일 : 무배치간이역으로 영업 재개[2]
- 1961년 6월 20일 : 여객 영업 중지[3]
- 1966년 6월 1일 : 임시승강장으로 변경[4]
- 1970년 4월 1일 : 무배치간이역으로 승격[5]
- 1974년 8월 15일 : 폐역[6]